# Ducado de Kent

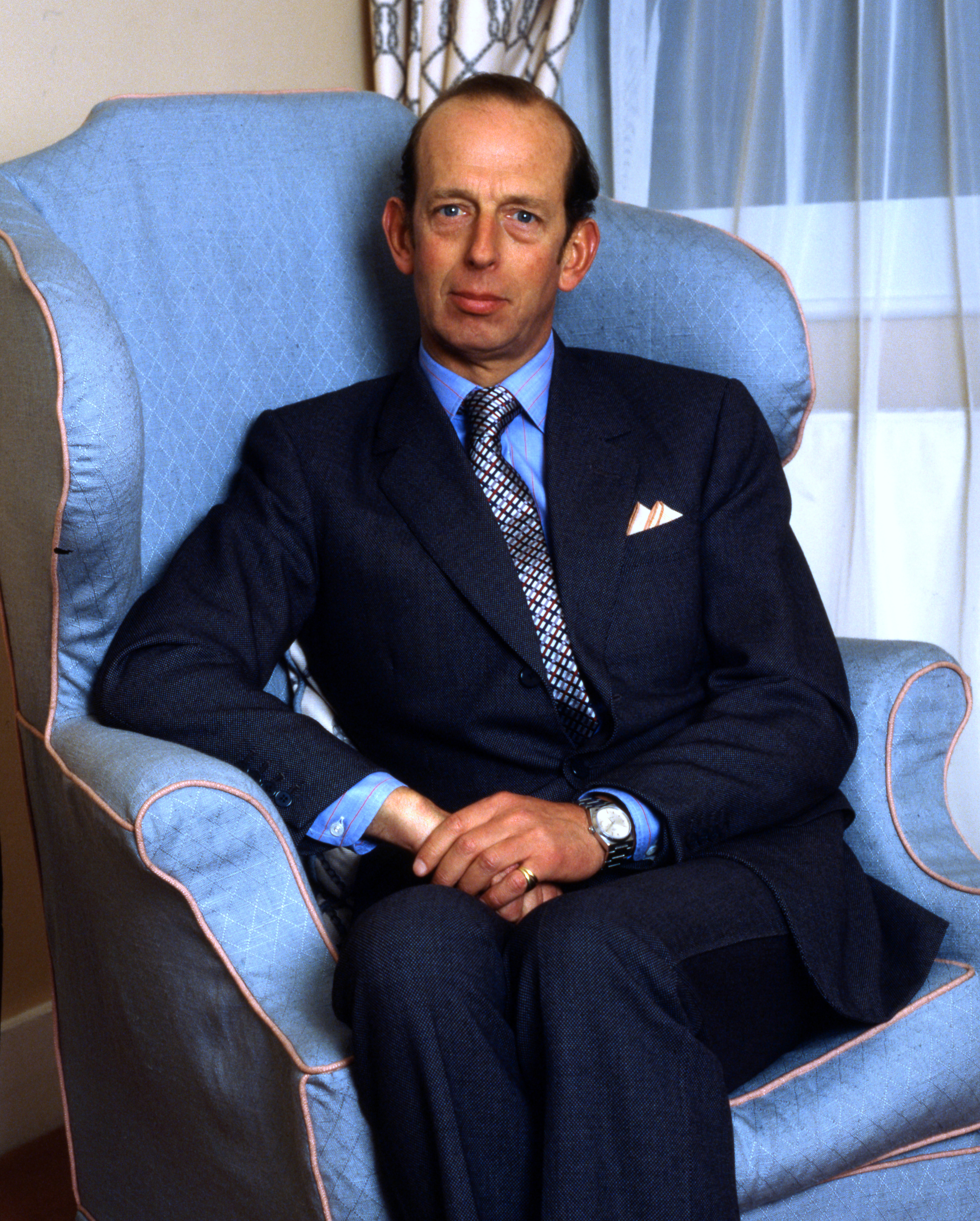
El príncipe Eduardo, actual duque de Kent

Corona asociada al título de Duque

El ducado de Kent es un título, que ha sido creado varias veces, de la nobleza de Gran Bretaña y el Reino Unido, el más reciente como un ducado real para el cuarto hijo de Jorge V.

## Orígenes históricos
Un título asociado con Kent aparece por primera vez en la antigüedad con el Reino de Kent (o Cantware), uno de los siete reinos anglosajones que más tarde se fusionaron para formar el Reino de Inglaterra. Los reyes de Cantware (o Kent) datan de aproximadamente 449. Después de 825, cuando el reino de Kent fue asumido por Egbert, rey de Wessex, Kent se convirtió en una dependencia de Wessex y fue gobernado por sub-reyes, generalmente relacionados con el Los gobernantes de Wessex. La realeza titular se convirtió en algo así como el título del heredero aparente, ya que Aethelwulf, el hijo de Egbert, se convirtió en rey de Kent en 825. En 860, Kent perdió su condición de reino, absorbiéndose en Wessex.

## Condado Real, 1866
- El príncipe Alfredo: duque de Edimburgo, conde de Ulster, conde de Kent, duque soberano de Sajonia-Coburgo-Gotha, príncipe de Sajonia-Coburgo-Gotha, duque de Sajonia, príncipe de los Ducados Ernestinos.
  - Heredero: El príncipe Alfredo de Edimburgo, príncipe heredero de Sajonia-Coburgo-Gotha, quien se suicidó en 1899.

## Escudo de armas
El escudo de armas asociado antiguamente con Kent es el de un caballo blanco rampante sobre un campo rojo. Esto se asocia principalmente con el Reino de Kent y posiblemente también con el condado. Hoy, esto se ve en los brazos y la bandera del Consejo de Kent. Como descendiente directo de la reina Victoria, este no es el escudo de armas del actual duque de Kent. El escudo de armas del duque de Kent consiste en lo siguiente:
- Armas: las armas reales, diferenciadas por un lambel de cinco puntas de plata (a menudo representada en blanco), los puntos cargados con un ancla azul (azul) y una cruz de gules (rojo) alternativamente.
- Cimera:  una corona de cuatro cruces-paté alternadas con cuatro hojas de fresa, un león de guardia de oro, coronado con una corona similar y diferenciado con un lambel como en las armas.
- Soportes:  los soportes reales, diferenciados con la corona similar (como en la cimera) y un lambel como en las armas.[3]

El estandarte del duque de Kent es una bandera de la versión de sus armas.

## Residencia
El actual Duque de Kent, actualmente vive en Wren House en el palacio de Kensington.

### Duques de Kent, primera creación (1710)
1. Henry Grey, I duque de Kent.

### Duques de Kent y Strathearn (1799)
1. Príncipe Eduardo Augusto (1799-1820): duque de Kent y Strathearn, conde de Dublín.

### Duques de Kent, segunda creación (1934)
1. Príncipe Jorge (1934-1942): I duque de Kent, I conde de St. Andrews, I barón Downpatrick.
2. Príncipe Eduardo de Kent (1942-actualidad): II duque de Kent, II conde de St. Andrews, II barón Downpatrick.

## Línea de sucesión
- Príncipe Jorge, Duque de Kent (1902–1942)
  -  Príncipe Eduardo, Duque de Kent (b. 1935) 
    - (1)  George Windsor, Conde de St. Andrews (b. 1962)
      - (2) Edward Windsor, Lord Downpatrick (b. 1988)

    - (3) Lord Nicholas Windsor (b. 1970)
      - (4) Albert Louis Philip Edward Windsor (b. 2007)
      - (5) Leopold Ernest Augustus Guelph Windsor (b. 2009)
      - (6) Louis Arthur Nicholas Felix Windsor (b. 2014)

  - (7)  Príncipe Miguel de Kent (b. 1942)
    - (8) Lord Frederick Windsor (b. 1979)

Jorge y Eduardo, como probables futuros Duques de Kent, son tratados como "Su Gracia".

### Árbol familiar
| Príncipe Jorge Duque de Kent 1902–1942         |                                                |                                                |                                                |                                                |                                                |  |  |                                 |                                 |                                 |                                 |                                 |                                 |  |  |                                |                                |                                |                                |                                |                                |  |  |                                    |                                    |                                    |                                    |                                    |                                    |  |  |  |  |  |  |  |  |  |  |  |  |
|                                                |                                                |                                                |                                                |                                                |                                                |  |  |                                 |                                 |                                 |                                 |                                 |                                 |  |  |                                |                                |                                |                                |                                |                                |  |  |                                    |                                    |                                    |                                    |                                    |                                    |  |  |  |  |  |  |  |  |  |  |  |  |
|                                                |                                                |                                                |                                                |                                                |                                                |  |  |                                 |                                 |                                 |                                 |                                 |                                 |  |  |                                |                                |                                |                                |                                |                                |  |  |                                    |                                    |                                    |                                    |                                    |                                    |  |  |  |  |  |  |  |  |  |  |  |  |
| Príncipe Eduardo Duque de Kent n. 1935         | Príncipe Eduardo Duque de Kent n. 1935         | Príncipe Eduardo Duque de Kent n. 1935         | Príncipe Eduardo Duque de Kent n. 1935         | Príncipe Eduardo Duque de Kent n. 1935         | Príncipe Eduardo Duque de Kent n. 1935         |  |  |                                 |                                 |                                 |                                 |                                 |                                 |  |  |                                |                                |                                |                                |                                |                                |  |  | 6) Príncipe Miguel de Kent n. 1942 | 6) Príncipe Miguel de Kent n. 1942 | 6) Príncipe Miguel de Kent n. 1942 | 6) Príncipe Miguel de Kent n. 1942 | 6) Príncipe Miguel de Kent n. 1942 | 6) Príncipe Miguel de Kent n. 1942 |  |  |  |  |  |  |  |  |  |  |  |  |
| Príncipe Eduardo Duque de Kent n. 1935         | Príncipe Eduardo Duque de Kent n. 1935         | Príncipe Eduardo Duque de Kent n. 1935         | Príncipe Eduardo Duque de Kent n. 1935         | Príncipe Eduardo Duque de Kent n. 1935         | Príncipe Eduardo Duque de Kent n. 1935         |  |  |                                 |                                 |                                 |                                 |                                 |                                 |  |  |                                |                                |                                |                                |                                |                                |  |  | 6) Príncipe Miguel de Kent n. 1942 | 6) Príncipe Miguel de Kent n. 1942 | 6) Príncipe Miguel de Kent n. 1942 | 6) Príncipe Miguel de Kent n. 1942 | 6) Príncipe Miguel de Kent n. 1942 | 6) Príncipe Miguel de Kent n. 1942 |  |  |  |  |  |  |  |  |  |  |  |  |
|                                                |                                                |                                                |                                                |                                                |                                                |  |  |                                 |                                 |                                 |                                 |                                 |                                 |  |  |                                |                                |                                |                                |                                |                                |  |  |                                    |                                    |                                    |                                    |                                    |                                    |  |  |  |  |  |  |  |  |  |  |  |  |
| 1) George Windsor, Conde de St Andrews n. 1962 | 1) George Windsor, Conde de St Andrews n. 1962 | 1) George Windsor, Conde de St Andrews n. 1962 | 1) George Windsor, Conde de St Andrews n. 1962 | 1) George Windsor, Conde de St Andrews n. 1962 | 1) George Windsor, Conde de St Andrews n. 1962 |  |  | 3) Lord Nicolás Windsor n. 1970 | 3) Lord Nicolás Windsor n. 1970 | 3) Lord Nicolás Windsor n. 1970 | 3) Lord Nicolás Windsor n. 1970 | 3) Lord Nicolás Windsor n. 1970 | 3) Lord Nicolás Windsor n. 1970 |  |  |                                |                                |                                |                                |                                |                                |  |  | 7) Lord Frederick Windsor n. 1979  | 7) Lord Frederick Windsor n. 1979  | 7) Lord Frederick Windsor n. 1979  | 7) Lord Frederick Windsor n. 1979  | 7) Lord Frederick Windsor n. 1979  | 7) Lord Frederick Windsor n. 1979  |  |  |  |  |  |  |  |  |  |  |  |  |
| 1) George Windsor, Conde de St Andrews n. 1962 | 1) George Windsor, Conde de St Andrews n. 1962 | 1) George Windsor, Conde de St Andrews n. 1962 | 1) George Windsor, Conde de St Andrews n. 1962 | 1) George Windsor, Conde de St Andrews n. 1962 | 1) George Windsor, Conde de St Andrews n. 1962 |  |  | 3) Lord Nicolás Windsor n. 1970 | 3) Lord Nicolás Windsor n. 1970 | 3) Lord Nicolás Windsor n. 1970 | 3) Lord Nicolás Windsor n. 1970 | 3) Lord Nicolás Windsor n. 1970 | 3) Lord Nicolás Windsor n. 1970 |  |  |                                |                                |                                |                                |                                |                                |  |  | 7) Lord Frederick Windsor n. 1979  | 7) Lord Frederick Windsor n. 1979  | 7) Lord Frederick Windsor n. 1979  | 7) Lord Frederick Windsor n. 1979  | 7) Lord Frederick Windsor n. 1979  | 7) Lord Frederick Windsor n. 1979  |  |  |  |  |  |  |  |  |  |  |  |  |
|                                                |                                                |                                                |                                                |                                                |                                                |  |  |                                 |                                 |                                 |                                 |                                 |                                 |  |  |                                |                                |                                |                                |                                |                                |  |  |                                    |                                    |                                    |                                    |                                    |                                    |  |  |  |  |  |  |  |  |  |  |  |  |
| 2) Eduardo Windsor, Lord Downpatrick n. 1988   | 2) Eduardo Windsor, Lord Downpatrick n. 1988   | 2) Eduardo Windsor, Lord Downpatrick n. 1988   | 2) Eduardo Windsor, Lord Downpatrick n. 1988   | 2) Eduardo Windsor, Lord Downpatrick n. 1988   | 2) Eduardo Windsor, Lord Downpatrick n. 1988   |  |  | 4) Albert Windsor Esq n. 2007   | 4) Albert Windsor Esq n. 2007   | 4) Albert Windsor Esq n. 2007   | 4) Albert Windsor Esq n. 2007   | 4) Albert Windsor Esq n. 2007   | 4) Albert Windsor Esq n. 2007   |  |  | 5) Leopold Windsor Esq n. 2009 | 5) Leopold Windsor Esq n. 2009 | 5) Leopold Windsor Esq n. 2009 | 5) Leopold Windsor Esq n. 2009 | 5) Leopold Windsor Esq n. 2009 | 5) Leopold Windsor Esq n. 2009 |  |  |                                    |                                    |                                    |                                    |                                    |                                    |  |  |  |  |  |  |  |  |  |  |  |  |

## Caballeros de la Jarretera
Un gran número de condes y duques de Kent también han sido caballeros de la Orden de la Jarretera:

### Condes de Kent
- 1348: Thomas Holland, 1er Conde de Kent
- 1376: Thomas Holland, 2º Conde de Kent
- 1397: Thomas Holland, 3.er Conde de Kent
- 1403: Edmund Holland, 4º Conde de Kent
- 1439: William Neville, 1.er Conde de Kent
- 1505: Richard Grey, 3er Conde de Kent